# Горяев, Ростислав Аркадьевич
Ростисла́в Арка́дьевич Горя́ев (26 января 1934 — 23 февраля 2007) — советский, латвийский и российский киноактёр, режиссёр театра и кино.

## Биография
Родился в Риге 26 января 1934 года. Учился у Леонида Сергеевича Вивьена на режиссёрском факультете Ленинградского театрального института им. А. Н. Островского, который окончил в 1958 году. После дипломного спектакля в Драматическом театре Комсомольска-на-Амуре, работал в Лиепае: в Театре Балтийского флота (1959—1960) и в Риге: Рижском ТЮЗе и в Рижском театре русской драмы.
С 1959 года режиссёр Рижской киностудии — кинодокументалист, снимал сюжеты для киножурналов: «Фитиль», «Советская Латвия» и «Максла». После дебюта с короткометражным фильмом «На трассе» (1964), снимает первую полнометражную картину «Ноктюрн» о интернационалистах времён испанской гражданской войны, исполненную хемингуэевским духом (1966).
Кроме Риги, руководил съёмками на Творческом объединении «Экран» и Свердловской киностудии. В качестве актёра работал в фильмах Дзидры Ритенберги «Последний репортаж» (1986) и Роланда Калныньша «Афера Цеплиса».
Ставил пьесы в Ленинградском Театре драмы им. А. С. Пушкина, родном театре своего учителя. В 1974—1979 главный режиссёр Центрального театра Советской армии, сменив на этом посту Андрея Алексеевича Попова. В дальнейшем режиссёр-постановщик в различных театрах Москвы, Риги, Алма-Аты, Ярославля и Нижнего Новгорода. Заслуженный деятель искусств.
Скончался 23 февраля 2007 года в Санкт-Петербурге.

## Театральные работы

#### Рижский театр русской драмы
- 1963 — «День чудесных обманов» («Дуэнья») Ричарда Шеридана
- 1987 — «Игрок» по роману Ф. М. Достоевского «Преступление и наказание»

#### Российский театр драмы имени Ф. Волкова
- 2002 — «Игрок» по роману Ф. М. Достоевского

## Фильмография

#### Роли в кино
- 1973 — Афера Цеплиса — депутат Цирулис
- 1978 — Мужские игры на свежем воздухе — Иннокентий Павлович
- 1983 — Каменистый путь — эпизод
- 1986 — Последний репортаж — Маурах

#### Режиссёрские работы
- 1963 — На трассе (короткометражный)
- 1966 — Ноктюрн
- 1968 — 24-25 не возвращается
- 1970 — Качели
- 1973 — Прикосновение
- 1982 — Солнечный ветер
- 1988 — Будни и праздники Серафимы Глюкиной